# Hadisi Aengari
Hadisi Aegari (23 ottobre 1988) è un calciatore salomonese, difensore dei Solomon Warriors e della Nazionale salomonese.

## Carriera

### Club
Ha giocato nel campionato salomonese e papuano.

### Nazionale
Ha collezionato 34 presenze con la maglia della nazionale delle Isole Salomone, con la quale ha esordito nel 2011.